# Slumber Party Slaughter
Slumber Party Slaughter è un film del 2012 diretto da Rebekah Chaney.
Si tratta di un film dell'orrore statunitense del genere slasher sceneggiato dalla stessa regista che lo ha anche prodotto attraverso la Seraphim Film Incorporated.

## Trama
Durante un'uscita "clandestina" ad un club di striptease, la vita di Tom Kingsford cambia radicalmente in maniera drammatica. Anche Randy e i suoi amici si trovano nel club notturno per bere e godere dello spettacolo delle ragazze. William O'Toole, proprietario del club e magnate dell'immobiliare, è un sdico voyeur, le cui ossessioni verranno messe a dura prova. Tom assume alcune ballerine sexy per accompagnarlo al locale: Casey Reitz , Vittoria Spencer, Nicole e Nadia di "Lingerie Lounge". Durante la notte, fuori dal club, il gruppo viene seguito in segreto dal gestore, uno psicótico conosciuto solamente col nome di Dave. La situazione peggiora rapidamente quando, nel mezzo di quella che sembrava essere una semplice scorciatoia attraverso un cimitero, il gruppo resta coinvolto nella scena di un crimine e la notte si trasforma così in un orribile incubo. Il panico e la paura aumentano esponenzialmente ed, infine, ha luogo la tragedia: Tom viene accidentalmente assassinato.
Le strippers del club e tutti i presenti fanno un patto di omertà e decidono di iniziare una nuova vita.
Un anno dopo, nell'anniversario della morte di Tom, una delle ragazze viene ritrovata decapitata. Questo evento porta i protagonisti a riunirsi, temendo che si realizzi il peggio (una catena di vendette in commemorazione di quel fatidico giorno). Tutti i presenti quella notte al club organizzano un pigiama party per ritrovarsi ed aspettare insieme la fine. La morte si prende la sua rivincita e comincia il massacro. Randy e tutte le persone che si trovavano al club notturno iniziano a morire uno ad uno.

## Distribuzione
Il film viene lanciato il 4 di aprile 2012 al Festival di cinema di Phoenix e il 14 aprile di 2012 al Festival di Cinema Internazionale di Boston. Il 4 di aprile del 2012 il film viene proiettato in anteprima.
La pellicola ufficiale include un'ulteriore sequenza di morti; la nuova versione è uscita in ottobre del 2018.

## Riconoscimenti
- 2012 - Action On Film International Film Festival
  - Action on Film Award: Miglior Regista
- 2012 - Boston International Film Festival
  - Action on Film Award: Miglior Film